# Black Legend (Unternehmen)
Black Legend war ein schweizerisch-britischer Videospiele-Publisher, der von 1992 bis 1996 tätig war und überwiegend Titel für die Amiga-Computer veröffentlichte.

## Geschichte
Richard M. Holmes gründete Black Legend 1992 im Alter von 20 Jahren in der Schweiz. Das Unternehmen strebte vor allem die Veröffentlichung von Spielen für Amiga-Systeme an, arbeitete aber auch mit Entwicklern von PC-Spielen zusammen. Viele Partner waren kleine Studios aus Osteuropa, insbesondere den Ländern der ehemaligen Sowjetunion, mit oftmals nur einer Handvoll Mitarbeitern, welche die Spieleentwicklung zudem teilweise nur nebenberuflich betrieben. Eine besonders enge Beziehung bestand mit dem kroatischen Studio Croteam, welches später u. a. für die Serious-Sam-Reihe bekannt wurde.
Bereits kurze Zeit nach Gründung des Unternehmens lernte Holmes Steven Baily von der britischen Spiele-Vertriebsgesellschaft Kompart kennen, welche bereits mit Activision zusammengearbeitet und etablierte Vertriebskanäle in Nord- und Osteuropa hatte. Im August 1993 wurde Black Legend Teil von Kompart, wobei Holmes, Bailey und Duncan Lothian (Baileys Geschäftspartner) als gemeinsame Geschäftsführer beider Unternehmen fungierten. Im Zuge dieser Kooperation siedelte Black Legend nach St Albans in England über. Kompart übernahm Vertrieb, Marketing und Öffentlichkeitsarbeit, sodass Black Legend sich gänzlich auf die Akquise und Produktion der Spiele konzentrieren konnte.
Nach gemischten Reaktionen auf die ersten Veröffentlichungen, welche teilweise Demo-Charakter hatten oder Sammlungen von Minispielen waren, gelangen 1994 mit den Fußball-Manager-Simulationen Tactical Manager und Football Glory die beiden ersten großen Erfolge. Es folgten Kooperationen als Publisher von Sid Meier’s Civilization für MicroProse sowie Christoph Kolumbus für Software 2000. Teilweise gelang es bis zu 100.000 Exemplare dieser Titel abzusetzen.
1994 zog Black Legends nach Welwyn um und eröffnete ein Regionalbüro in Mülheim an der Ruhr, mit ehemaligen Mitarbeitern des Spieleentwicklers Blue Byte. Zu diesem Zeitpunkt hatten viele Studios und Zeitschriften jedoch bereits den Übergang von Amiga-Systemen zu relevanteren Plattformen wie dem PC und Spielekonsolen begonnen. Auf der European Computer Trade Show 1995 war Black Legend neben Team 17 und Renegade einer von nur drei verbliebenen Publishern von Videospielen für Amiga-Systeme. Kompart schloss Black Legend im folgenden Jahr.
Holmes wurde anschließend europäischer Produktmanager für Eidos Interactive, bevor er mehrere andere Videospielunternehmen wie IncaGold, Play Sunshine und Lolly gründete.

## Veröffentlichungen
| Jahr | Titel                           | Plattform(en)                    |
| ---- | ------------------------------- | -------------------------------- |
| 1993 | Fatman: The Caped Consumer      | Amiga, MS-DOS                    |
| 1993 | Moscow Nights                   | Amiga, Microsoft Windows, MS-DOS |
| 1993 | Hyperion                        | Amiga                            |
| 1993 | Hungary for Fun                 | Amiga                            |
| 1994 | Football Glory (Fußball Total)  | Amiga, MS-DOS                    |
| 1994 | Mega Motion                     | Amiga                            |
| 1994 | Exploration                     | MS-DOS                           |
| 1994 | Crystal Dragon                  | Amiga                            |
| 1994 | Statix                          | Amiga                            |
| 1994 | Tactical Manager (Der Trainer)  | Amiga, Atari ST, MS-DOS          |
| 1994 | Tactical Manager Italia         | Amiga                            |
| 1994 | Embryo                          | Amiga                            |
| 1995 | Tower of Souls (Der Seelenturm) | Amiga, MS-DOS                    |
| 1995 | Behind the Iron Gate            | Amiga                            |
| 1995 | Tactical Manager 2              | Amiga                            |
| 1995 | Wheelspin                       | Amiga                            |
| 1995 | Inordinate Desire               | MS-DOS                           |
| 1995 | Five-A-Side Soccer              | Amiga                            |
| 1995 | Demo Maniac                     | Amiga                            |
| 1995 | Turbo Trax                      | Amiga                            |
| 1995 | Citadel                         | Amiga                            |
| 1996 | Colony Wars 2492                | Amiga                            |
| 1996 | Five-A-Side Soccer              | Amiga                            |